# Markus Gull
Markus Gull (* 7. Juli 1963 in Salzburg) ist ein österreichischer Autor, der vor allem Drehbücher und Bücher für Musicals und Bühnenshows verfasst.

## Leben
Nach eigenen Angaben gründete Gull das Jugendmagazin „Amadeo“, das von 1987 bis 1994 in Salzburg im Verlag der Jungen Volkspartei erschien. 1992 gründete Markus mit seinem Partner Alois Grill die Werbeagentur Grill+Gull in Salzburg,.  später als Teil des JWT-Netzwerks in Grill+Gull·Thompson umbenannt. Markus Gull arbeitet als Kolumnist, Keynote-Speaker, Bühnen- und Drehbuchautor, sowie als Autor für Radio- und TV-Unterhaltung. Von 2016 bis 2019 war er Präsident der Julius Raab Stiftung.

## Werke

### Drehbücher
- 2002: „Santa Claudia“ – TV-Spielfilm/Pro7[6]
- 2005: „Der Bergpfarrer: Heimweh nach Hohenau“ – Fernsehfilm ZDF
- 2019: „Der beste Papa der Welt“ – TV-Spielfilm ARD/ORF

### Musicals
- 2001: „Crazy Love“[7]
- 2002: „Divas“[8]
- 2005: „Strangers in the Night“[9]
- 2008: „Ti Amo“[10]
- 2010: „Go West“[11]
- 2016: „Die Wonderboys von Hernois“[12]
- 2019: „Rock my Soul“

### Bühnenshows (Auszug)
- 1999: „Mit Glanz & Gloria“[13] – Sigrid Hauser Personality Show
- 2012: „Für immer in Jeans“ (gemeinsam mit Peter Hofbauer) – Peter Kraus Personality Show

### Fernsehshows (Auszug)
- Splash – das Sommer-Hoppala (Show-Serie, 1998)
- World Sports Awards  (Staatsoper Wien, 1998)
- Spot Shots (1999)
- Romy (österr. TV-Oscar, 2000, 2001, 2002)
- Nestroy (österr. Theaterpreis, 2001)
- Sechs im Sommer (Sommerquiz-Serie, 2000)
- Starnacht am Wörthersee (2002)
- Energy Globe Award (2003, 2004)
- Austria  – Die Österreicher des Jahres (2004–2007)
- „Ich hab den Humor immer sehr ernst genommen“ – Gala 75 Jahre Otto Schenk (2005)
- „Save the World Awards – A Tribute to Michael Jackson“ (2009)

### Lyrics (Auszug)
- 1999: „Ich wär gern ein Luder“ (I wanna be evil) – Sigrid Hauser
- 2002: „Jedesmal“ (Ladylove) – Peter Kraus

### Bücher
- mit Harald Mahrer (Herausgeber): Neue Aufklärung: Wir sind dafür. Julius Raab Stiftung, Verlag Noir, Wien 2016, ISBN 978-3-9504138-5-4
- Dann unternimm doch was. Dein Traum. Dein Unternehmen. Deine Story., Indepentently Published, Wien 2019, ISBN 978-1795825481